# مخزن القيمة
مخزن القيمة هو أي سلعة أو أصل يحتفظ عادةً بقوته الشرائية في المستقبل، وهو وظيفة الأصل الذي يمكن حفظه واسترجاعه وتبادله في وقت لاحق، وأن يكون مفيدًا بشكل متوقع عند استرجاعه.
كان الشكل الأكثر شيوعًا لمخزن القيمة في العصر الحديث هو المال أو العملة أو سلعة مثل المعادن الثمينة أو رأس المال المالي. الهدف من أي مخزن للقيمة هو إدارة المخاطر بسبب الطلب المستقر على الأصل الأساسي.

## الأشكال

### المال كمخزن للقيمة
يُعد تخزين القيمة أحد الوظائف الثلاث المقبولة عمومًا للمال. الوظائف الأخرى هي وسيط التبادل، الذي يُستخدم كوسيط لتجنب صعوبات توافق الحاجات، ووحدة الحساب، التي تسمح بتقديم قيمة مختلف السلع والخدمات والأصول والخصوم بمضاعفات الوحدة نفسها. يُعتبر المال مناسبًا تمامًا لتخزين القيمة بسبب قوته الشرائية. كما أنه مفيد بسبب متانته.
بسبب وظيفته كمخزن للقيمة، يتم اكتناز كميات كبيرة من المال. تتضاءل فائدة المال كمخزن للقيمة إذا كانت هناك تغييرات كبيرة في المستوى العام للأسعار. لذلك إذا ارتفع التضخم، تنخفض القوة الشرائية وتُفرض تكلفة على أولئك الذين يحتفظون بالمال.
يفضل العمال الذين يتقاضون رواتبهم بعملة تشهد تضخمًا مرتفعًا إنفاق دخلهم بسرعة بدلًا من ادخاره. عندما تفقد العملة وظيفتها كمخزن للقيمة، أو بشكل أدق عندما يُنظر إلى العملة على أنها ستفقد قوتها الشرائية في المستقبل، فإنها تفشل في العمل كمال. هذا يدفع الناس إلى استخدام عملات من دول أخرى كبديل.
وفقًا لنظرية رصيد النقد في كامبريدج، التي يمثلها معادلة كامبريدج، فإن قدرة المال على تخزين القيمة أهم من وظيفته كوسيط للتبادل. تدعي كامبريدج أن الطلب على المال مشتق من قدرته على تخزين القيمة. هذا يتعارض مع اعتقاد اقتصاديي فيشر بأن الطلب ينشأ لأن المال ضروري للتبادل.

### مخازن القيمة الأخرى
غالبًا ما يُستخدم مصطلح النقد للإشارة إلى كل من العملة، التي عادة ما يمثلها النقود الورقية أو المعدنية في البلدان الصناعية، والمبالغ المودعة والمستحقة الدفع على الفور تقريبًا عند الطلب.
بصرف النظر عن النقد، وهو عملة قانونية صادرة بأمر من حكومة ذات سيادة، فإن أمثلة الأصول المستخدمة كمخازن محتملة للقيمة هي:
- الأصول المالية، على سبيل المثال، الأسهم والسندات واستثمارات الدخل الثابت الأخرى، وصناديق الاستثمار، والأسهم الخاصة.
- العقارات، على سبيل المثال، ملكية المنازل، أو العقارات المؤجرة، أو من خلال الأوراق المالية المالية أو الملكية الجزئية.
- السلع (خاصة من خلال الأصول المالية)، مثل الغاز الطبيعي أو فول الصويا.[13]
- المعادن الثمينة: الذهب المادي أو المعادن الثمينة الأخرى، مثل العملات الذهبية أو سبائك البلاتين أو الفضة.[14]
- المقتنيات أو الأعمال الفنية، على سبيل المثال، الأحجار الكريمة والتحف والعملات المعدنية واللوحات.[15][16][17]

بالإضافة إلى ذلك، يمكن أن تتخذ العملة أشكالًا بديلة عديدة، مثل العملات الرقمية المشفرة، والماشية (على سبيل المثال، بعض العملات الأفريقية ما قبل الاستعمار)، وقسائم العمل، والعطايات أو بطاقات القيمة المخزنة (يتم تسجيل القيمة مباشرة على رقائق الكمبيوتر الخاصة بالبطاقات).
في حين أن الأصول المذكورة أعلاه قد تكون غير مريحة للتداول اليومي أو التخزين، وقد تختلف في قيمتها بشكل كبير، فمن المتوقع أن تفقد قيمتها بالكامل نادرًا. لا يشترط أن يكون أصلًا رأسماليًا على الإطلاق، بل يجب أن تكون له قيمة اقتصادية يُعتقد أنها لن تختفي حتى في أسوأ الأحوال.
يتمثل عيب الأرض والمنازل والعقارات كمخزن للقيمة في أن العثور على مشتر لهذه الأصول قد يستغرق وقتًا.
باعتبارها مخازن للقيمة، يُفضل الذهب والمعادن الثمينة عمومًا على السلع الصناعية، نظرًا لطلبها وندرتها في الطبيعة، مما يقلل من خطر انخفاض القيمة المرتبط بزيادة الإنتاج والعرض.
يُعد دور العملة الرقمية المشفرة كمخزن للقيمة حاليًا موضع نقاش. أصدرت دائرة الإيرادات الداخلية توجيهات بشأن "العملات الافتراضية" تشير إليها على أنها "وسيط للتبادل، ووحدة حساب، و/أو مخزن للقيمة".غالبًا ما يقارن المدافعون عن العملة الرقمية بيتكوين بالذهب. في دورها كمخزن للقيمة، غالبًا ما تثير العملات الرقمية المشفرة قلقًا، بسبب تقلباتها الشديدة، أو بسبب المخاوف بشأن ظهور لوائح ومعاملة متناقضة من قبل الحكومات. تجدر الإشارة إلى أن دفتر سجلات بلوك تشين الخاص ببيتكوين غير قابل للتغيير ولا يمكن أخذ بيتكوين من شخص ما، إلا بالقوة، والمعروف باسم "هجوم مفتاح الربط بخمسة دولارات" (بالإنجليزية: five-dollar wrench attack)‏.